# Sarah Michael
Sarah Michael (Ibadan, 22 luglio 1990) è una calciatrice nigeriana, attaccante del Lidköpings FK.

## Carriera

### Club
Dopo aver giocato all'inizio della carriera nel campionato nigeriano femminile di calcio, prima con le Summer Queens passando in seguito alle Delta Queens di Asaba, Sarah Michael coglie l'occasione che le offre il Piteå con sede a Göteborg, in Svezia, per trasferirsi in Europa e giocare la stagione 2009 in Damallsvenskan, il massimo livello del campionato svedese. Il suo primo campionato svedese si rivela difficile, con la squadra che pur raggiungendo i quarti di finale in Coppa di Svezia non riesce ad evitare la retrocessione in Division 1 Norrettan, l'allora secondo livello del campionato nazionale. Conclude il campionato con un tabellino personale di 6 presenze e segnando una rete.

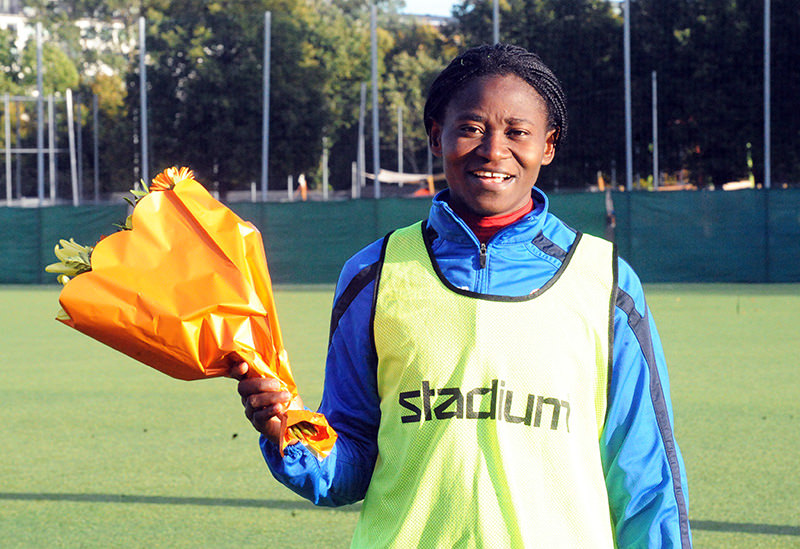
Michael nel 2014.

Decide quindi prima dell'inizio della stagione 2010 di trasferirsi al Djurgården rimanendo a giocare in Damallsvenskan. La sua seconda stagione nel campionato svedese è agevolata dalla migliore competitività della squadra, contribuendo grazie anche alle sue 7 reti siglate su 19 incontri, a raggiungere l'ottavo posto in classifica, che garantisce alla società di Stoccolma la salvezza, nonché la finale di Svenska Cupen damer, persa per 4-1 nei confronti del KIF Örebro.
Nel 2011 Michael viene contattata dalla dirigenza del KIF Örebro, con la quale decide di sottoscrivere un contratto con la società dell'omonimo centro della provincia storica di Närke, nella Svezia centrale, iniziando un sodalizio che durerà per sei stagioni consecutive. In questo periodo il risultato più prestigioso ottenuto dalla squadra è il secondo posto nella stagione di Damallsvenskan 2014, posizione che permette a Michael e compagne di partecipare alle fasi iniziali della UEFA Women's Champions League raggiungendo gli ottavi di finale della stagione 2015-2016. Fa il suo esordio nella competizione il 7 ottobre 2015, scendendo in campo nelle partite di andata e ritorno con le campionesse di Grecia del PAOK di Salonicco, entrambe vinte dalle svedesi.

### Nazionale
Sarah Michael inizia ad essere convocata dalla Federazione calcistica della Nigeria nel 2008, inserita prima nella formazione Under-20 che partecipa al Mondiale di categoria di Cile 2008. Durante il torneo scende in campo in tutte le quattro partite disputate dalla Nigeria fino all'eliminazione ai quarti di finale da parte delle pari età della Francia. Michael va a segno nel primo incontro del gruppo A, il 19 novembre 2008 all'Estadio Francisco Sánchez Rumoroso di Coquimbo, siglando la rete del parziale 1-0 sulle avversarie della Nuova Zelanda, incontro poi terminato 3-2 per le africane.
Sempre nel 2008 viene inserita in rosa anche nella nazionale maggiore, con il quale ha preso parte ai Giochi olimpici estivi 2008 e, grazie alla vittoria al campionato africano di Sudafrica 2010, alla fase finale del campionato mondiale di Germania 2011.

## Palmarès

### Nazionale
- Campionato africano femminile di calcio: 1

Sudafrica 2010